# Mathias Müller (Klavierbauer)
Mathias Müller, auch Mathias Müller d. Ä., (* 24. Februar 1770 in Usingen-Wernborn, Hessen; † 28. Dezember 1844 in Wien) war ein deutsch-österreichischer Klavierbauer.

## Leben

Hammerklavier von Mathias Müller

Müller wurde am 24. Februar 1770 in Wernborn, heute Stadt Usingen, bei Frankfurt am Main geboren. Er zog als Geselle nach Wien. Dort durfte er 1796 trotz eines Hofrekurses der bürgerlichen Orgel- und Instrumentenmacher sein Meisterstück ablegen. Die Meisterwürde und das Bürgerrecht bekam Müller am 5. Mai 1797 verliehen. Die Erlaubnis zur Produktion bekam er am 24. Dezember 1804. In seinem Haus in der Gestättengasse in Wien begann er mit der Fertigung von Klavieren. Mit der Produktionserlaubnis ging die Verwendung des kaiserlichen Doppeladlers in der Signatur einher. Seine Produktionsstätte zog im Jahr 1819 in die Leopoldstadt um. Müller war Vorsteher der bürgerlichen Klaviermacher und beeideter Schätzmeister.
Müller entwickelte das Klavier weiter. Er war in Wien einer der innovativsten Klavierbauer, mehrere Erfindungen ließ er patentieren. 1797 erfand er ein Klavierinstrument in der Form einer quer gelegten Harfe. Dieses Instrument benötigte wenig Platz. Doch bedeutender in der Entwicklung des Klavierbaus war im Jahr 1800 seine Erfindung des Dittaleloclange auch Ditanaclasis genannt. Hier handelte es sich um ein Hammerklavier, welches 5½ Oktaven umfasste und bei dem die Saiten nahe dem oberen Befestigungspunkt angeschlagen werden. Diese Bauform ermöglichte eine geringere Bauhöhe und hatte Auswirkungen auf den Klang.
Er baute es als Doppelinstrument, von dem eines eine Oktave höher gestimmt war und beide Spieler sich über das Gehäuse hinweg sehen konnten. Die Ditanaclasis wurden ab 1803 auch als einfaches Instrument gebaut und bereits seit 1801 besaß es eine verschiebbare Klaviatur, die zusätzliche dynamische Schattierungen ermöglichte.
Als Carl Leopold Röllig im Jahr 1804 starb, übernahm Müller von dessen Erben die erworbenen Privilegien und fertigte die von Rölling erfundenen Orphicas. Die oberschlägige Klaviermechanik, bei der die Hämmer auf einer Hammerbank befestigt sind und die Auslöser am Tastenende, entwickelte Müller zwischen 1823 und 1824. Eine Stoßzungenmechanik ließ er 1835 patentieren, eine verbesserte Rahmenkonstruktion aus Eisen im Jahr 1829 und aus Holz im Jahr 1833. Das Gabel-Harmon-Pianoforte aus dem Jahr 1827 verwendete keine Stegstifte, sondern Stimmgabeln, die mit dem jeweiligen Ton korrespondierten. Einige Patente reichte er mit seinem Sohn Mathias Müller d. J. ein.
Mathias Müller heiratete Elisabeth Kilian. Sie hatten elf Kinder und sein Sohn Mathias d. J. wurde ebenfalls Klavierbauer. Müller starb am 28. Dezember 1844 in Wien.